# Liste der Kardinalskreierungen Johannes’ XII.
Papst Johannes XII. (955–963) kreierte in fünf Konsistorien neun Kardinäle. Außerdem sind in der Zeit seines Pontifikats 21 weitere Kardinäle erstmals dokumentiert.

## Erstes Konsistorium im Jahr 956
- Johannes, Kardinalpriester

## Zweites Konsistorium im Jahr 960
- Sicco, Kardinalbischof von Ostia
- Benedikt, Kardinalbischof von Porto

## Drittes Konsistorium im Jahr 961
- Benedikt, Kardinaldiakon, am 22. Mai 964 zu Papst Benedikt V. gewählt, am 23. Juni desselben Jahres abgesetzt

## Erste Dokumentation im Jahr 963
Folgende Kardinäle sind erstmals während des Konzils am 6. November 963 bezeugt:
- Gregor, Kardinalbischof von Albano (möglicherweise identisch mit dem 964 kreierten, gleichnamigen Kardinalbischof von Ostia)
- Johannes, Kardinalbischof von Sabina
- Theophilus, Kardinalbischof von Palestrina
- Guido, Kardinalbischof von Santa Rufina oder Silva Candida
- Ägidius, Kardinalbischof von Gabii
- Stefan, Kardinalpriester von Ss. Nereo e Achilleo
- Leo, Kardinalpriester von S. Balbina
- Dominikus, Kardinalpriester von S. Anastasia al Palatino
- Peter, Kardinalpriester von S. Lorenzo in Damaso
- Theophilus, Kardinalpriester von S. Crisogono
- Johannes, Kardinalpriester von Ss. Silvestro e Martino ai Monti
- Johannes, Kardinalpriester von S. Susanna
- Peter, Kardinalpriester von Ss. Giovanni e Paolo
- Hadrian, Kardinalpriester von S. Maria in Trastevere
- Hadrian, Kardinalpriester von S. Lorenzo in Lucina
- Benedikt, Kardinalpriester von S. Sisto Vecchio
- Theophilus, Kardinalpriester von Ss. Quattro Coronati
- Stefan, Kardinalpriester von S. Sabina
- Benedikt, Kardinaldiakon der Heiligen Römischen Kirche
- Johannes, Kardinaldiakon der Heiligen Römischen Kirche
- Bonofilus, Kardinaldiakon der Heiligen Römischen Kirche

## Viertes Konsistorium im Jahr 964
- Gregor, Kardinalbischof von Ostia
- Stefan, Kardinalpriester von S. Cecilia in Trastevere
- Georg, Kardinalpriester von S. Pietro in Vincoli
- Leo, Kardinalpriester von S. Croce in Gerusalemme
- Julian, Kardinalpriester